# Sent Alari e lo Peirós
Sent Alari Peiros (en francès Saint-Hilaire-Peyroux) és un municipi francès situat al departament de la Corresa i a la regió de la Nova Aquitània.

## Demografia
| 1962                                       | 1968  | 1975 | 1982 | 1990 | 1999 | 2007 |
| ------------------------------------------ | ----- | ---- | ---- | ---- | ---- | ---- |
| 1.033                                      | 1.011 | 854  | 787  | 807  | 791  | 887  |
| Des de 1962: població sense dobles comptes |       |      |      |      |      |      |

## Administració
| Període   | Identitat             | Partit |
| --------- | --------------------- | ------ |
| 1935-1959 | Germain Bernadie      |        |
| 1959-1983 | Antoine Rol           |        |
| 1983-1993 | René Maury            | PS     |
| 1993-     | Jean-Claude Peyramard | PS     |

## Agermanaments
- Schopfloch (Baviera)